# Petrus Gerardus Vertin
Petrus Gerardus Vertin, auch Pieter Gerard Vertin (* 21. März 1819 in Den Haag, Niederlande; † 14. September 1893 ebenda), war ein niederländischer Landschafts- und Vedutenmaler sowie Radierer und Lithograf.

## Leben

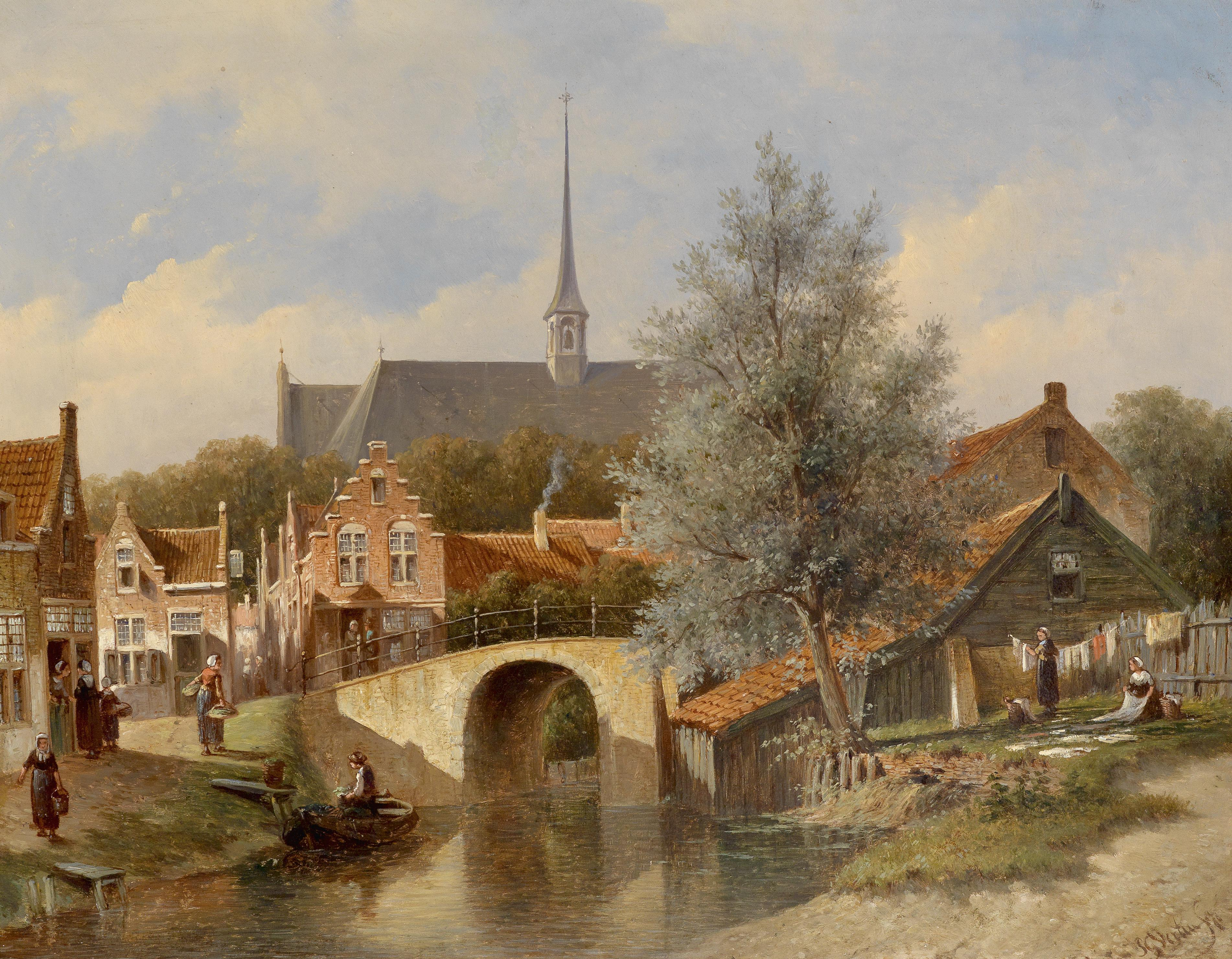
Ansicht von Edam, 1871

In den Jahren 1839/1840 besuchte Vertin die Königliche Akademie der Bildenden Künste seiner Vaterstadt. Er war Schüler von Joannes Henricus Albertus Antonius Breckenheijmer (auch Breckenheimer, 1772–1856) und Bartholomeus Johannes van Hove. Um 1866 hielt er sich in Düsseldorf auf. Vertin spezialisierte sich auf Stadtansichten, die er teils topografisch getreu, teils als Fantasie schuf. Gelegentlich ließ er sich von Charles Rochussen und Salomon Leonardus Verveer Staffagen in seine Ansichten malen. Bilder Vertins sind im Gemeentemuseum Den Haag und im Centraal Museum Utrecht vertreten.